# Винкель (Альштедт)
Винкель (нем. Winkel) — микрорайон города Альштедт (Саксония-Анхальт) в земле Саксония-Анхальт. До 1 сентября 2010 года являлся самостоятельной коммуной в составе района Зангерхаузен и подчинялся управлению Альштедт-Кальтенборн.
Население на 30 июля 2013 года составляло 316 человек. Занимает площадь 12,70 км². Официальный код — 15 2 66 050.